# یوکاری معدن (آرتوین)
یوکاری معدن (به ترکی استانبولی: Yukarımaden) یک منطقهٔ مسکونی در ترکیه است که در آرتوین واقع شده‌است. یوکاری معدن ۱۲۵ نفر جمعیت دارد.